# Isobel Finnerty
Pour les articles homonymes, voir Finnerty.
Isobel Finnerty (née Church) (15 juillet 1930-3 octobre 2016) est une femme politique canadienne de l'Ontario. Elle est nommée sénatrice sous recommandation de Jean Chrétien, membre du caucus libéral en 1999. Elle quitte le Sénat lorsqu'elle atteint 75 ans et l'âge maximal pour siéger en juillet 2005.

## Biographie
Née à Timmins en Ontario, Finnerty travaille comme secrétaire médicale et organisatrice communautaire (Community organizing).  Âgée de 19 ans, elle est nommée au Timmins Parks and Recreation Commission et sert comme seule femme siégeant à ce conseil pendant une vingtaine d'années. 
Très impliquée sur la scène politique partisane avec les Libéraux, elle est directrice exécutive de la branche ontarienne libérale à la fin des années 1970. Elle est aussi chef de cabinet de John Munro, ministre des Affaires indiennes et du Nord, et, plus tard, dirige sa campagne lors de la course à la direction libérale (en) en 1984. S'associant à Greg Sorbara, elle dirige sa campagne lors de la course à la direction libéral provinciale en 1992. Elle en fait de même lors de la candidature victorieuse de Jean Chrétien lors de la course à la direction (en) en 1990. Enfin, elle prend part à la campagne libéral lors de l'élection fédérale de 1993.
Finnerty meurt à Iroquois Falls en octobre 2016 à l'âge de 86 ans.